# Adenia trilobata
Adenia trilobata är en passionsblomsväxtart som först beskrevs av William Roxburgh, och fick sitt nu gällande namn av Adolf Engler. Adenia trilobata ingår i släktet Adenia och familjen passionsblomsväxter. Inga underarter finns listade i Catalogue of Life.